# 月軌道ランデブー

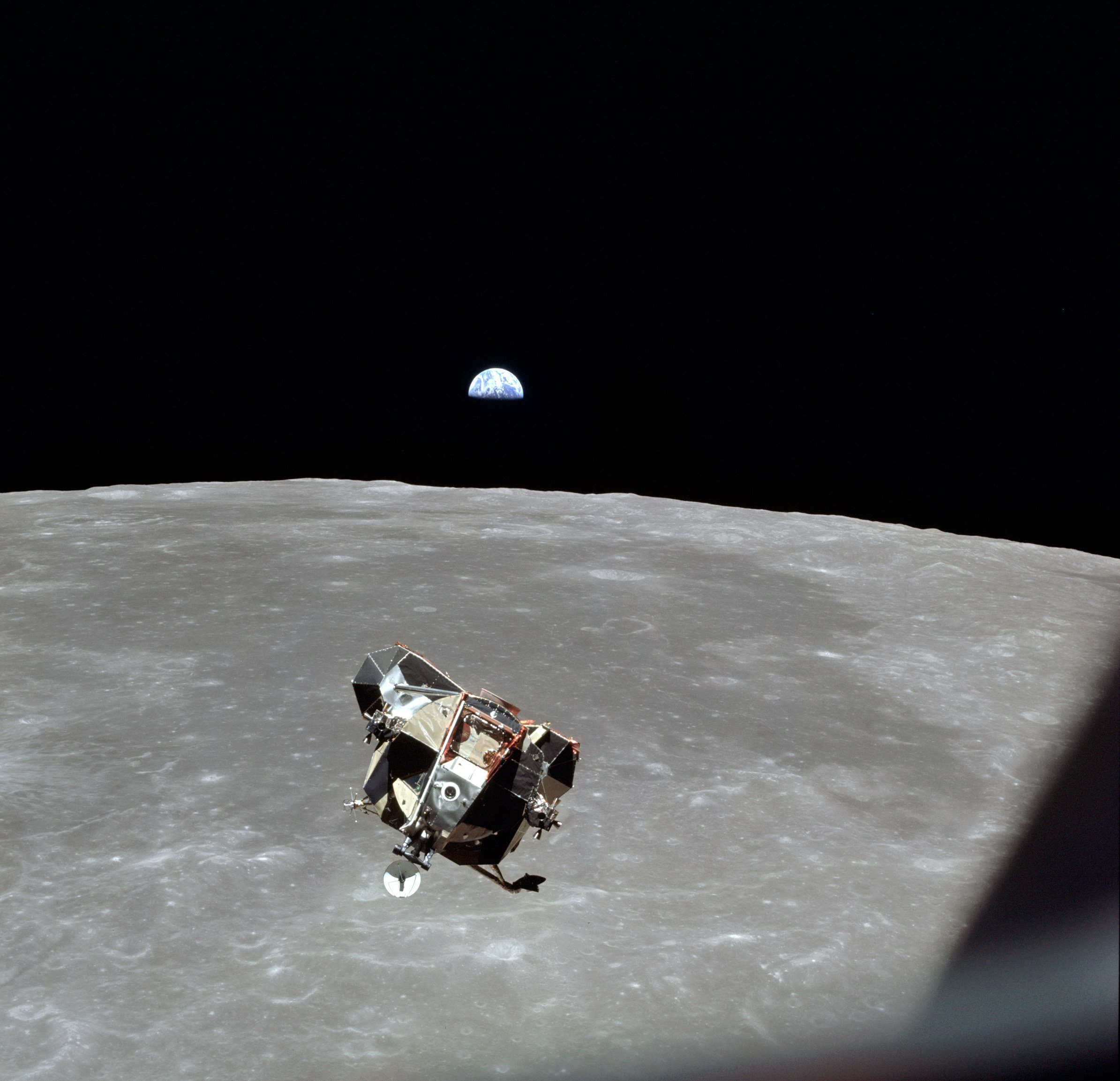
アポロ11号 月着陸船が月の軌道上で司令・機械船とランデブーをしている様子

月軌道ランデブー (つききどうランデブー) は、有人月面着陸を行い、地球に帰ってくるための構想概念であり、アポロ計画で1960年代に初めて実用化された。月軌道ランデブーの計画では、アポロ司令・機械船のような母船となる宇宙船と、それに比べて小さいアポロ月着陸船のような月着陸船が使用される。両船は共に月周回軌道に入ったのち、分離して母船が月周回軌道を巡る一方、月着陸船は月周回軌道から離脱して月表面に降下する。月での活動が終了した後、月着陸船は上昇して月周回軌道に戻り、待ち受けていた母船とランデブーし、ドッキングする。乗組員と機材・試料等を母船に移動させた後、月着陸船を投棄し、母船だけが地球に戻ってくる。
月軌道ランデブーは1916年にウクライナのロケット理論家ユーリイ・コンドラチュクによって提唱されたことで初めて知られることとなった。1961年にジョン・F・ケネディ大統領が、1960年代の終わりまでに最初の月着陸を達成するという目標を掲げたことを受けて、NASAが実際に作業を始めた。その際、月軌道ランデブーはトム・ドランによって提案され、ジョン・フーボルトによって擁護された。しかし、その時点では宇宙船のランデブー飛行は一度も行われたことがなかったので、問題があり、実用的でなく、そしておそらく危険だと考えられていた。だが、フーボルトの粘りが報われNASAの上官たちを納得させ、長官であるジェームズ・ウェッブは1962年の7月にアポロは月軌道ランデブーを使用すると公に発表した。ケネディの科学アドバイザーのジェローム・ウィーズナーは猶もこのプランに反対し続け、公然とウェッブを批判した。資料で示されている様に、他の着陸の方法は提案されなかった。月軌道ランデブーは機能し、NASAは月着陸の計画において1回毎にサターンVのみを使用した。

## アポロ計画の方式の選択

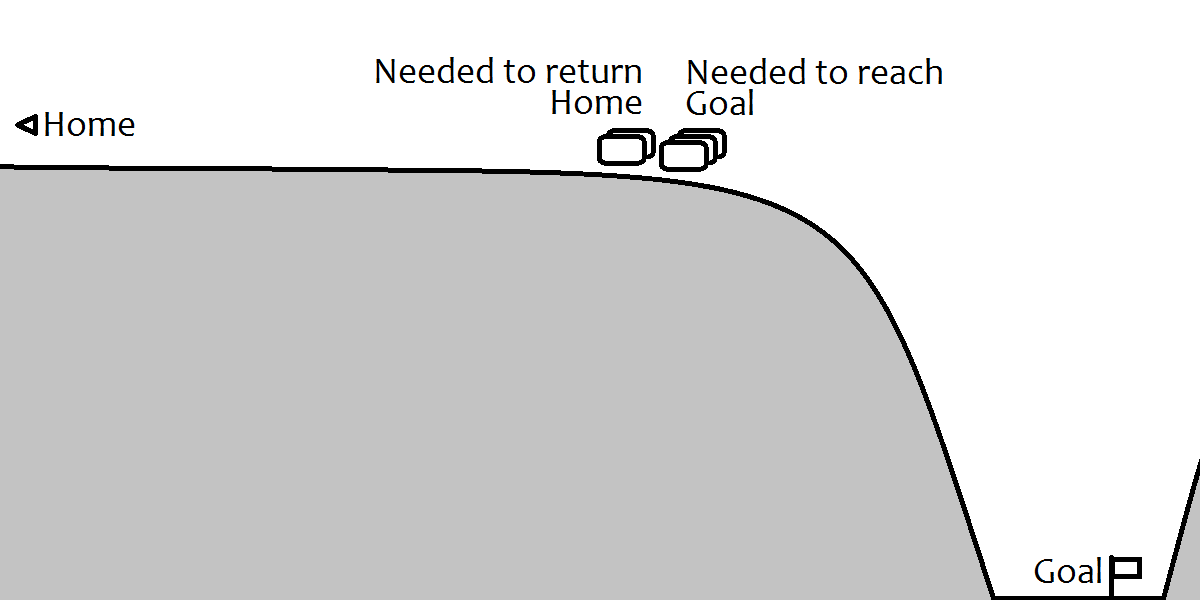
月の重力井戸の図、 帰還のための資源が、「井戸」におろしてから引き上げる必要がなければどれくらいで済むか

月軌道ランデブーは1919年にウクライナとソビエト連邦の技術者であるユーリイ・コンドラチュクによって最も効率的な有人月着陸の方法として提案された。
1961年にアポロの月着陸計画が始まったとき、3人の宇宙飛行士の乗ったアポロ司令・機械船が月に降下し、再び離陸して地球に戻ってくることに使われると想定されていた。そのためには着陸用の足がついている、大きなロケットのステージで着陸しなければならないとされ、それには4万5千キログラムを超えるほどのとても巨大な宇宙船を月に送りこむ必要があった。
もしこの宇宙船の運搬を1基の打ち上げロケットで賄うとしたら、ノヴァロケットクラスのロケットが必要となる。これの代案として、2つもしくはそれより多くのサターンロケットクラスのロケットがそれぞれ宇宙船の一部を打ち上げ、月に向かう前に地球周回軌道上で集合し組み立てる地球軌道ランデブーがあった。これは別個に地球離脱ステージを打ち上げなければならない可能性、または軌道上で燃料の入っていないロケットのステージに燃料を再注入する必要があった。
トム・ドランは、代案として月軌道ランデブーを提案していたが、これはスペース・タスク・グループのジム・チェンバレンとオーウェン・メイナードが、1960年代初頭においてアポロ計画として実現可能であると考え、研究していたものであった。この方式では1つのサターンVがアポロ司令・機械船をそれよりも小さいアポロ月着陸船とともに発射できた。一体となった宇宙船が月軌道に到達したとき、3人の宇宙飛行士のうち2人は月着陸船に乗り込み、分離して着陸船のみが月の表面に降りる。その間残りの1人は、司令・機械船にとどまり、月を巡りながら待つ。月面の探査が終了すると、降下した2人の宇宙飛行士は月着陸船の上昇ステージを使って月軌道上まで上昇し、司令・機械船に再びドッキングし、月着陸船を捨て、司令・機械船によって地球に戻ってくる。この方法はラングレー研究所の技術者であり、月軌道ランデブーを発展させるためのチームを率いていたジョン・フーボルトが売り込んだため、NASAの副長官であるロバート・シーマンズが関心をもっていた。

### 利点

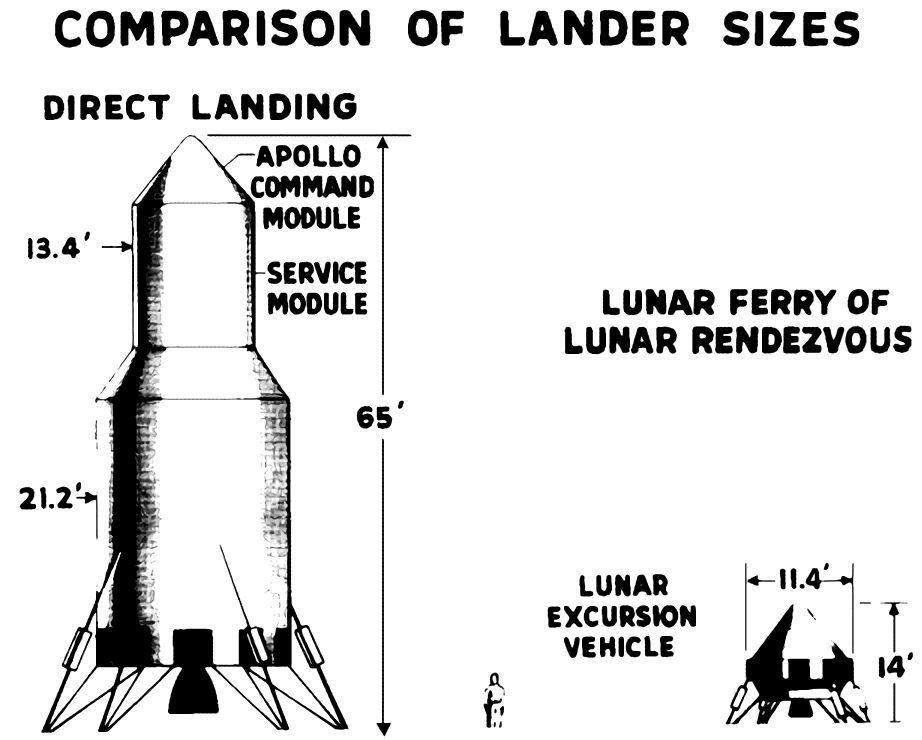
初期のラングレーの研究による月着陸船の比較

月軌道ランデブーの主な利点は月軌道から地球に戻ってくるのに必要な推進燃料を、月に着陸し、月軌道に戻ってくる際に不必要な荷重として運ぶ必要がないため、宇宙船の総重量の節約ができることである。本来不必要な荷重である、後で使われる推進燃料を搭載すると、その重量を運ぶために、はじめにより多くの燃料が必要になる。同時に増加した推進燃料を貯蔵するタンクを拡大する必要がある。結果として生じる重量の増加は同様に着陸のための推力を大きくする必要を招き、そしてそれはより大きく、より重いエンジンを要求するという悪循環になる。それゆえ推進燃料を節約できれば、相乗効果がある。
地球の軌道上で月に向かう宇宙船が集合する方法は明確には定義されていなかった。1962年時点でニューオリンズにあった、ミシュー組立工場は直径10メートルのサターンVの1段目をつくるには十分だったが、直径15メートルあるノヴァロケットの1段目を建造するには足りず、これはアメリカの製造の限界を超えていた。これらのことや、そのほかの理由でノヴァロケットもしくはサターン8ロケットは、おそらく1970年の着陸目標に間に合うように製造することができないのではないかと議論されていた。
月軌道ランデブー方式に使われる月着陸船の設計では宇宙飛行士たちはおよそ地表から4.6メートルの位置にある窓から自分たちが着陸する場所をはっきり見ることができた。それに対して直接降下方式では司令船の中からでは、少なくとも地表から12から15メートルの位置からテレビのスクリーンを通してしか着陸する場所を見ることができなかった。
月着陸船を2人乗りの乗り物として開発することで追加のメリットが得られた。それは電力供給や生命維持装置、そして、駆動装置といった重要システムに冗長性を与えることであり、月着陸船を宇宙飛行士たちを生き延びさせ、司令・機械船に重大な故障が起きても安全に地球に帰ってこれるための救命艇として使用することも可能にするものだった。これは緊急事態対策として構想されたが、結局、月着陸船の仕様の一部として採用されなかった。ただし、この機能は1970年に、アポロ13号計画において酸素タンクの事故という重大な事態が発生したときに非常に重要な機能だと証明された。

### リスクと欠点
月軌道ランデブーはランデブーが地球周回軌道においてさえ実行されたことがなかったので1962年には危険だと考えられていた。もし月着陸船が司令・機械船に到達できなかったとしたら月着陸船に乗っている2人の宇宙飛行士は基本的に地球に戻る手段も大気圏再突入で生き残る手段も喪う。この心配は1965年と1966年に6つのジェミニ計画においてレーダーと、搭載されたコンピューターの助力によってランデブーが首尾よく実演されたため、根拠のないものだと証明された。ランデブーは同様にアポロ計画においても8回問題なく行われた。

## 月軌道ランデブーへの支持

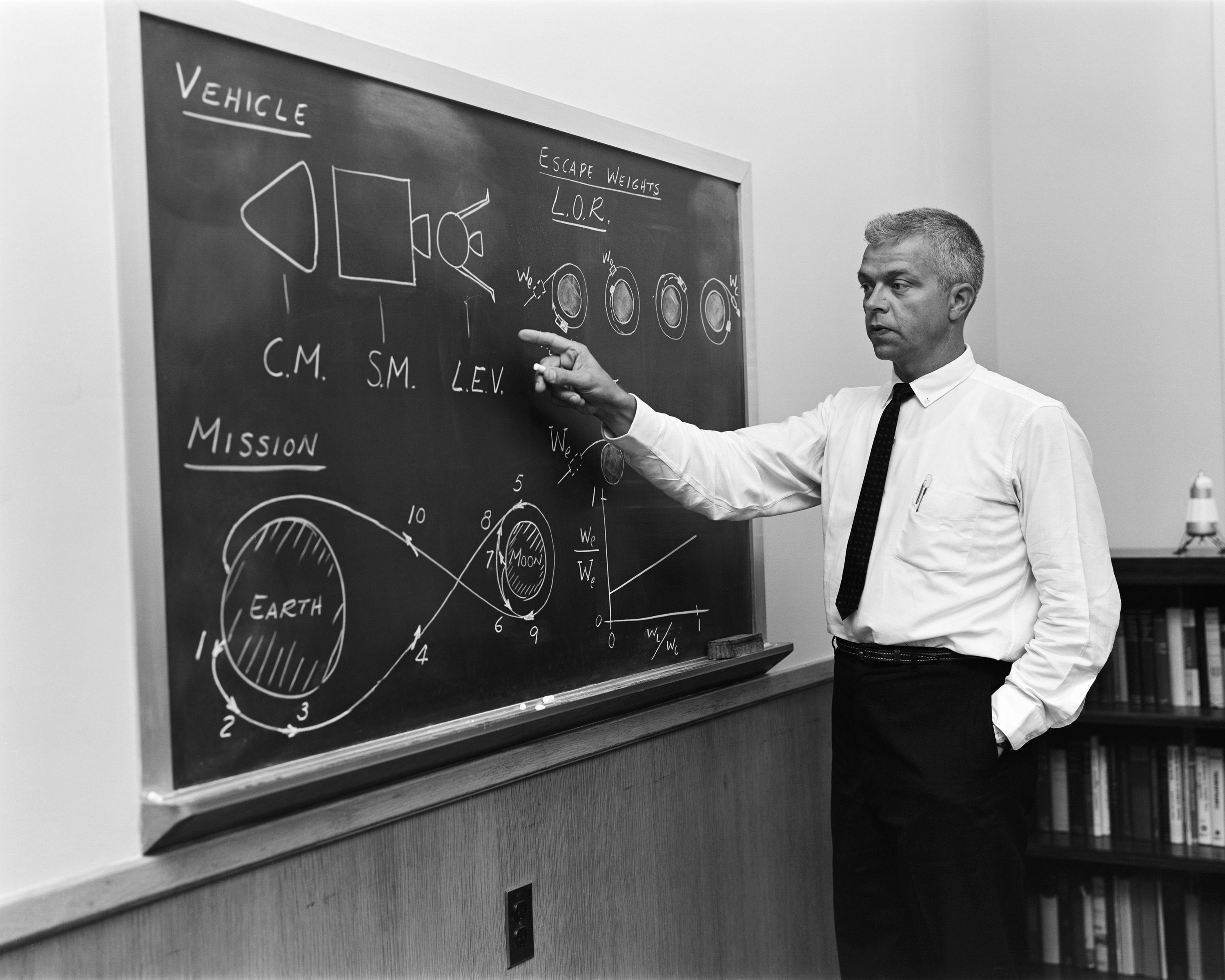
月軌道ランデブーを説明するジョン・フーボルト

ジョン・フーボルトは月軌道ランデブーの利点を主張した。ルナ・ミッション・ステアリング・グループのメンバーとしてフーボルトはランデブーの様々な技術的側面を1959年から研究していた。フーボルトはラングレー研究所で同様の主張をしていた数名と同じように、月軌道ランデブーは10年以内に月に行くのに最も実現可能な方法というよりも、それが唯一の方法であることを確信した。フーボルトは様々な機会にこの発見をNASAに報告したが、彼がプレゼンテーションをした内部の特別委員会は専断的に確立された基本原則に従っているのだと強く感じた。フーボルトによればこれらの基本原則はNASAの月の任務についての考えを縛り、そのせいで、月軌道ランデブーが公平に考慮される前に除外されていた。
1961年の11月にフーボルトは正規の手順を飛ばして9ページの長さの個人的な手紙を副長官であるロバート・シーマンズに直接書くという大胆な手段をとった。「これはだれも耳を傾けない意見かもしれない。しかし、我々は月に行きたいのか、行きたくないのか？どうして非常に重いノヴァによる計画は簡単に受け入れられて、どうしてランデブーを用いるとはいえ、それに比べてより壮大な点などない計画が追放され、受け身をとらなければならないのか？私はあなたにこのような方法で接触するのが、いくらか正統でないことを十分に理解している。しかし、この論点は我々全員が一般的でない手段を受け入れなければならないほど重要なのだ。」と主張して、フーボルトは月軌道ランデブーの除外に抗議した。
シーマンズがフーボルトの異例の手紙に返事をするのに2週間かかった。シーマンズは「もし適任のスタッフたちが限定的なガイドラインに過度に制限されるのならば、我々の組織や国家にとっては危険なことだ。」ということに同意した。彼はフーボルトにNASAは将来、今までよりももっと月軌道ランデブーに注意を払うことを保証した。
数か月のうちに、NASAは実際に月軌道ランデブーに注目し、そして内外の機関が驚いたことに、ダークホース的候補であった月軌道ランデブーは瞬く間に第一候補になった。いくつかの要因がこの問題に賛成する方向を決定付けた。一つ目に巨大なノヴァロケットを建造するのに必要な時間と資金から、直接降下方式に対する失望が大きくなったことがあった。二つ目に地球軌道ランデブーでさえ、必要とする比較的大きな宇宙船が月に軟着陸するほど巧みな方向転換ができるかという技術的な不安が増加していたことである。
月軌道ランデブーに賛成して主張を撤回した最初の主要なグループはロバート・ギルラスのグループであり、その時はまだラングレーにあったグループだったが、すぐにヒューストンに移った。理解を示した二つ目のグループはハンツビルにあるマーシャル宇宙飛行センターのフォン・ブラウンのチームだった。もともと月軌道ランデブーを支持していたラングレー研究所の面々に加えて、これら2つの強力なグループの意見が変化したことで、NASAの本部の主要な職員、特に長官であり、直接降下を支持していた、ジェームス・ウェッブは月軌道ランデブーが1969年までに月に着陸できる唯一の方法だと考えることとなった。NASAの中から集まった月軌道ランデブーの重要な支持者たちとともに、ウェッブは1962年の7月に月軌道ランデブーを認めた。その決定は、1962年の7月11日に記者会見で公式に発表された。ケネディ大統領の科学アドバイザーであるジェローム・ウィーズナーは頑なに月軌道ランデブーに反対したままだった。

### 引用
1. 1 2  Wilford (1969), p. 41-48.
2. ↑  Harvey (2007), p. 6—7.
3. ↑  Brooks (1979).
4. ↑  Gainor (2001), p. 62-66.
5. ↑  Reeves (2005).
6. ↑  Tennant (2009).
7. ↑  Hansen (1995).
8. ↑  Witkin (1962).
9. ↑  NASA (1962), p. 1.
10. ↑  Nelson (2009), p. 209—210.